# Frances Trollope
Pour les articles homonymes, voir Trollope.
Frances Trollope, née le 10 mars 1779 à Stapleton et morte le 6 octobre 1863 à Florence, est une romancière anglaise.

## Biographie
Frances Trollope naît à Stapleton, près de Bristol. Elle est la fille du pasteur William Milton et de sa première épouse, Mary Gresley. Vers 1803, elle s'installe avec sa sœur aînée à Londres, où elles vivent auprès de leur frère cadet, fonctionnaire au War Office. Elle fait la connaissance de l'avocat Thomas Trollope, qu'elle épouse le 23 mai 1809. 
Le couple a sept enfants. Le plus connu est l'écrivain Anthony Trollope. Un autre de leurs enfants, Thomas Adolphus Trollope, est également écrivain et journaliste. Ils ont également deux filles, Cecilia et Emily, et deux autres fils, Henry et Arthur.
À la suite des revers de fortune de son mari, elle rejoint avec trois de ses fils en 1827 la communauté utopique fondée par Fanny Wright dans le Tennessee, destinée à l'éducation et l'émancipation des esclaves. Après l'échec de cette expérience, elle s'installa à Cincinnati dans l'Ohio, où elle tente, sans succès, de tenir un commerce. Après deux années d'efforts infructueux à Cincinnati, elle voyage durant une année sur la côte est des États-Unis, puis elle rentre en Angleterre en août 1831.
Elle revient sur son expérience américaine dans l'ouvrage qu'elle publie en mars 1832 Domestic Manners of the Americans (« Mœurs domestiques des Américains »), critique sévère de la société américaine dont elle met en lumière les paradoxes, entre promotion de la liberté et des droits humains et recours à l'esclavage. Son ouvrage provoque du ressentiment des deux côtés de l'Atlantique, mais lance sa carrière d'écrivaine et permet à Frances Trollope d'assurer des revenus pour sa famille. Cependant, les dettes professionnelles de son époux obligent la famille à fuir les créanciers en s'exilant en Belgique. Frances Trollope perd son fils Henry et son mari, et se réinstalle en Angleterre. Elle vit quelques années à Monken Hadley, au nord de Londres, à Portman Square, à Londres, auprès de sa fille à Penrith, dans le Cumberland, avant de s'établir définitivement en Toscane à partir de 1843. Elle vit ses dernières années à Florence, auprès de son fils l'écrivain Thomas Adolphus Trollope et de son épouse également écrivaine, Theodosia Trollope (en). Elle meurt à Florence le 6 octobre 1863 et est enterrée au cimetière anglais de la ville.

## Activités éditoriales
Elle publie Belgium and Western Germany in 1833 (1834), Paris and the Parisians in 1835 (1836), Vienna and the Austrians  (1838), A Visit to Italy  (1842), Travels and Travelers : A Series of Sketches (1846).
Elle écrit plusieurs romans à contenu plus social : The Life and Adventures of Michael Armstrong, the Factory Boy (1840), le premier roman sur l'industrialisation du Royaume-Uni, The Life and Adventures of Jonathan Jefferson Whitlaw : or Scenes on the Mississippi (1836), un roman anti-esclavagiste, et The Vicar of Wrexhill, sur la corruption de l'Église. 
Elle signait sous le nom de Mrs. Trollope ou Mrs. Frances Trollope.

## Postérité
La popularité littéraire de Frances Trollope ne se dément pas jusqu'à sa mort. Ses livres sont réédités régulièrement jusque dans les années 1880, puis disparaissent complètement, peut-être en lien avec la publication par son fils Anthony Trollope d'une Autobiographie (1883). Alors que Frances Trollope écrivait pour assurer des revenus pour elle et sa famille, Anthony Trollope a des prétentions littéraires. Il se sert de son autobiographie pour prendre ses distances à l'égard de sa mère, en se montrant très critique à l'égard de ses livres et en s'abstenant de reconnaître l'influence de sa mère sur son écriture et ses habitudes d'écrivain. Il est possible que cela ait contribué à l'effacement de la renommée littéraire de Frances Trollope pour le reste du XIXe siècle. 
Sa belle-fille, Frances Eleanor Trollope (en), épouse de Thomas Adolphus Trollope, lui consacre une biographie littéraire, en 1895, Frances Trollope : Her Life and Literary Work from George III to Victoria.
En 2017, son livre Domestic Manners of the Americans (en) figure dans la liste des « 100 meilleurs essais de tous les temps » (« 100 Best Nonfiction Books of All Time ») du quotidien britannique, The Guardian.

## Œuvres
- Domestic Manners of the Americans (1832) Moeurs domestiques des Américains, traduit par A.-J.-B. Defauconpret, d'après Quérard, Paris, C. Gosselin, 1833 (BNF 31498476)
- Belgium and Western Germany in 1833 (1834)
- Paris and the Parisians in 1835 (1836) Paris et les Parisiens, traduit par M.-J. Cohen, d'après Quérard, Paris, Henri Fournier, 1836 (BNF 31498489)
- The Life and Adventures of Jonathan Jefferson Whitlaw : or Scenes on the Mississippi (1836)
- The Vicar of Wrexhill (1837)
- Vienna and the Austrians (1838) Vienne et les Autrichiens, traduit par Achille Morisseau, d'après Quérard, Paris, H. Fournier jeune, 1838 (BNF 31498498)
- The Widow Barnaby (1839) La Veuve Barnaby, traduit par Mme Ambroise Tardieu, Paris, Hachette, , coll. « Bibliothèque des meilleurs romans étrangers », 1877 ; réédition de cette traduction révisée par Géraldine Barbe, préface d'Isabelle Viéville Degeorges, Paris, L'Archipel, coll. « Classiques d'hier et d'aujourd'hui » no 259, 2013  (ISBN 978-2-35287-497-3)
- The Widow Married : A Sequel to the Widow Barnaby (1840) La Veuve remariée, traduit par Mme Ambroise Tardieu, Paris, Hachette, coll. « Bibliothèque des meilleurs romans étrangers », 1879 (BNF 31498468)
- The Life and Adventures of Michael Armstrong, the Factory Boy (1840)
- A Visit to Italy (1842)
- The Ward of Thorpe-Combe (1842) La Pupille, traduit par Sara de La Fizelière, Paris, Hachette, coll. « Bibliothèque des meilleurs romans étrangers », coll. « Bibliothèque des meilleurs romans étrangers », 1858 (BNF 31498501)
- The Barnabys in America, or Adventures of the Widow Wedded (1843)
- Jessie Phillips : A Tale of the Present Day (1844)
- Travels and Travelers : A Series of Sketches (1846)
- The Lottery of Marriage (1849)